# BEB Ia
Die Dampflokomotivreihe BEB Ia war eine Tenderlokomotivreihe der Buschtěhrader Eisenbahngesellschaft (BEB).

## Geschichte

Werkzeichnung der BEB Ia

Die von der BEB beschafften 22 Stück Personenzuglokomotiven der Bauart C wurden von der Wiener Neustädter Lokomotivfabrik, von der Lokomotivfabrik Floridsdorf und von der Ersten Böhmisch-Mährischen Maschinenfabrik (BMMF) in den Jahren 1890 bis 1906 geliefert.
Sie wurden als BEB Ia eingeordnet und bekamen die Betriebsnummern 401–422.
Nach der Verstaatlichung 1923 kamen alle 22 Maschinen zu den Tschechoslowakischen Staatsbahnen (ČSD), die ihnen die Reihenbezeichnung 300.6 gab.
Als 300.623 wurde die MATTONI der Lokalbahn Wickwitz–Gießhübl-Sauerbrunn eingereiht, die von der BMMF unmittelbar im Anschluss an die letzte BEB-Maschine gefertigt worden war.
Die letzte Lok dieser Reihe wurde erst 1967 ausgemustert. Die 300.619 ist erhalten geblieben und im Eisenbahnmuseum Lužná u Rakovníka als nicht fahrfähiges Exponat hinterstellt.